# Edina Begić
Pour les articles homonymes, voir Begić.
Edina Begić, née le 9 octobre 1992 à Tuzla en Bosnie-Herzégovine, est une volleyeuse internationale bosnienne évoluant au poste de réceptionneuse-attaquante.
Elle mesure 1,85 m et joue pour l'équipe de Bosnie-Herzégovine depuis 2009.

## Biographie

### Carrière en club
Elle commence la pratique du volley-ball en 2004 au sein du ŽOK Bratunac où elle évolue durant cinq années avant de rejoindre d'autres clubs : le Dobrinja à Sarajevo et le ŽOK Hercegovac. En 2011, elle intègre l'Université de l'Arkansas à Little Rock aux États-Unis, lui permettant de disputer le Championnat NCAA de Division 1 et devient en quelques saisons une des meilleures sportives de son histoire,. Une fois diplômée, elle est recrutée par le Volley Soverato, club italien de Serie A2 où elle commence sa carrière professionnelle lors de la saison 2015-2016, et avec lequel elle parvient en finale de la Coupe nationale A2. Après un premier exercice réussi, elle est engagée par un club promu en Serie A1 : le Saugella Monza. Avec ce dernier, durant cinq années, elle remporte deux coupes d'Europe : la Challenge Cup en 2019 et la Coupe de la CEV en 2021. En novembre 2019, une grave blessure au genou gauche — rupture du ligament croisé antérieur — l'a tient éloigné des parquets pour le reste de la saison, qui sera par la suite interrompue en raison de la pandémie de Covid-19.
Après six ans en Italie, elle rejoint le Dinamo Moscou à l'été 2021, club évoluant en Superliga, mais doit mettre un terme prématurée à sa saison en mars 2022 en raison d'une nouvelle blessure importante à un genou. Elle fait son retour au Saugella Monza pour la saison 2022-2023.

### En sélection
Elle fait ses débuts en équipe nationale en 2009, à l'âge de 16 ans, lors des éliminatoires du Championnat du monde 2010. Elle remporte par la suite la Ligue d'argent européenne 2021, tournoi où elle est élue meilleure joueuse par la CEV. Deux mois plus tard, elle fait partie de l'équipe qui dispute le Championnat d'Europe 2021, le premier de l'histoire de sa sélection.

## Vie privée
Son compagnon est le volleyeur international belge Pieter Verhees.

## Clubs
- Volley Soverato (2015–2016)
- Saugella Monza (2016–2021)
- Dinamo Moscou (2021–2022)
- Vero Volley Milan (2022–2023)
- Kuzeyboru GSK (it) (2023–2024)
- Beijing BAIC Motor (en) (2024–)

## Palmarès

### En sélection
- Ligue d'argent européenne (1) : 
  -  Vainqueur en 2021.

### En club
- Coupe de la CEV (1) :
  - Vainqueur en 2021.

- Challenge Cup (1) :
  - Vainqueur en 2019.

- Supercoupe de Russie (1) :
  - Vainqueur en 2021.

- Coupe d'Italie A2 :
  - Finaliste en 2016.

### Distinctions individuelles
en sélection : 
- 2021 : Ligue d'argent européenne — Meilleure joueuse.